# هلن میرن
دیم هلن میرن (انگلیسی: Helen Mirren؛ زادهٔ ۲۶ ژوئیه ۱۹۴۵ با نام هلن لیدیا میرونوف) بازیگر انگلیسی است. او در طول شش دهه فعالیت، جوایز متعددی از جمله یک جایزه اسکار، چهار جایزه بفتا، پنج جایزه امی، سه جایزه گلدن گلوب، یک جایزه الیویه و یک جایزه تونی دریافت کرده است. او در سال ۲۰۱۴ با دریافت بفتا فلوشیپ، در سال ۲۰۲۰ با خرس طلایی افتخاری و در سال ۲۰۲۲ با جایزه یک عمر دستاورد هنری انجمن بازیگران فیلم مورد تقدیر قرار گرفت. همچنین، ملکه الیزابت دوم در سال ۲۰۰۳ عنوان بانوی فرمانده والامقام امپراتوری بریتانیا (DBE) را به او اعطا کرد.
میرن کارش را در ۱۸ سالگی به عنوان بازیگر در تئاتر ملی جوانان آغاز کرد که در آن‌جا نقش کلئوپاترا را در نمایش آنتونیوس و کلئوپاترا (۱۹۶۵) روی صحنه برد. او سپس به رویال شکسپیر کامپنی پیوست و نخستین تجربهٔ حضور خود را در صحنه تئاتر وست اند در سال ۱۹۷۵ داشت. او در سال ۲۰۱۳ جایزه لارنس الیویه بهترین بازیگر زن را برای بازی در نقش الیزابت دوم در نمایش تماشاچی اثر پیتر مورگان دریافت کرد. او همچنین این نقش را در تئاتر برادوی تکرار کرد و جایزه تونی بهترین بازیگر زن در یک نمایشنامه را برد. همچنین برای بازی در یک ماه در کشور (۱۹۹۵) و رقص مرگ (۲۰۰۲) نامزد جایزه تونی شد.
میرن جایزه اسکار بهترین بازیگر زن را برای بازی در نقش ملکه الیزابت دوم در فیلم درام ملکه (۲۰۰۶) دریافت کرد. او همچنین برای نقش‌آفرینی‌هایش در فیلم‌های جنون شاه جرج (۱۹۹۴)، گاسفورد پارک (۲۰۰۱)، و آخرین ایستگاه (۲۰۰۹) نامزد جایزه اسکار شد. او همچنین در فیلم‌هایی چون کالیگولا (۱۹۷۹)، اکس‌کالیبور (۱۹۸۱)، آشپز، دزد، همسرش و عاشقش (۱۹۸۹)، طوفان (۲۰۱۰)، هیچکاک (۲۰۱۲)، نگاه آسمانی (۲۰۱۵) و ترامبو (۲۰۱۵) نقش‌آفرینی کرده است. همچنین در فیلم‌های اکشن رد (۲۰۱۰) و دنباله آن در سال ۲۰۱۳، و نیز چهار فیلم از مجموعه سریع و خشن حضور داشته است.
میرن در تلویزیون نقشی را در مجموعه پلیسی مظنون اصلی (۱۹۹۱–۲۰۰۶) محصول آی‌تی‌وی ایفا کرد که برای این نقش سه جایزه تلویزیونی بفتا برای بهترین بازیگر زن و دو جایزه امی ساعات پربیننده برای بهترین بازیگر زن در مجموعه تلویزیونی کوتاه یا فیلم تلویزیونی دریافت کرد. او همچنین برای به تصویر کشیدن آین رند در فیلم تلویزیونی اشتیاق آین رند (۱۹۹۹) از شبکه شوتایم و ملکه الیزابت یکم در مینی‌سریال الیزابت یکم (۲۰۰۵) از شبکهٔ اچ‌بی‌او جایزه امی را دریافت کرد. میرن همچنین در فیل اسپکتور (۲۰۱۳)، کاترین کبیر (۲۰۱۹) و ۱۹۲۳ (۲۰۲۲–۲۰۲۵) نقش‌آفرینی کرده است.

## زندگی
هلن میرن در ۲۶ ژوئیهٔ ۱۹۴۵ در اسکس که در حال حاضر بخشی از لندن است به دنیا آمد. دوّمین از سه فرزندِ پدرِ روس‌تبار و مادر انگلیسی‌اش بود. یکی از اجداد پدری‌اش میخاییل کامفسکی فیلد مارشال و از قهرمانان جنگ با ناپلئون بود. پدربزرگ هلن هم از طبقه اشراف و دیپلمات بود و در هنگامهٔ انقلاب روسیه برای تجارت اسلحه با خانواده‌اش در انگلیس به‌سر می‌برد. پدر هلن از سال ۱۹۵۰ نام خانوادگی‌اش را به میرن تغییر داد. پیش از جنگ جهانی نوازنده ویولا در اکستر لندن بود و پس از جنگ راننده و ممتحن امتحان رانندگی شد. کاتلین راجرز مادر هلن سیزدهمین فرزند از چهارده فرزند یک قصاب بود. پدربزرگ مادری اش قصاب مخصوص ملکه ویکتوریا بود.
هلن تحصیلاتش را در مدرسه کاتولیک سنت برنارد آغاز کرد سپس به کالج لندن رفت. در ۱۸ سالگی در آزمون ورود به تئاتر ملی جوانان شرکت و پذیرفته شد و در ۲۰ سالگی اولین نقش خود را بازی کرد. در سال ۱۹۹۷ با کارگردان آمریکایی تیلور هکفورد ازدواج کرد.
هلن میرن کار خود رادر تئاتر با پیوستن به گروه سلطنتی شکسپیر در سال ۱۹۶۶ آغاز کرد و در کار تئاتر فعال است و در سال ۱۹۹۴ در تئاتر برادوی به روی صحنه رفت.
او همچنین چندین سریال تلویزیونی بازی کرده که در میان آن‌ها می‌توان به مظنون شماره یک اشاره کرد که در آن نقش کارآگاه تنسون را بازی کرد که برایش جایزهٔ بفتا گرفته است و در سال ۲۰۰۷ برای آخرین قسمت این سریال جایزهٔ امی دریافت کرد. او همچنین در فیلم‌هایی مانند اینکهارت، رد، رد۲، ساحل پشه، زیبایی موازی و ای مرد خوش‌شانس! بازی کرده است.

## فیلم‌شناسی

### سینما
| سال  | عنوان                           | نقش                           | یادداشت                 |
| ---- | ------------------------------- | ----------------------------- | ----------------------- |
| ۱۹۶۶ | فشار زمان                       | پنلوپه اسکویرس                | بدون ذکر                |
| ۱۹۶۷ | هروستراتوس                      | Advert woman                  |                         |
| ۱۹۶۸ | رؤیای شب نیمه تابستان           | هرمیا                         |                         |
| ۱۹۶۹ | سن قانونی                       | کورا رایان                    |                         |
| ۱۹۷۰ | سندیکا                          |                               |                         |
| ۱۹۷۲ | مسیحای وحشی                     | گاش بویل                      |                         |
| ۱۹۷۲ | مادمازل ژولی                    | مادمازل ژولی                  |                         |
| ۱۹۷۳ | ای مرد خوش‌شانس!                 | پاتریشیا                      |                         |
| ۱۹۷۶ | هملت (فیلم ۱۹۷۶)                | افلیا/گرترود                  |                         |
| ۱۹۷۹ | کالیگولا                        | کسونیا                        |                         |
| ۱۹۷۹ | اس‌اواس. تایتانیک                |                               |                         |
| ۱۹۸۰ | هوسی                            | بیتی                          |                         |
| ۱۹۸۰ | نقشه شیطانی دکتر فومانچو        | الیس ریج                      |                         |
| ۱۹۸۰ | جمعه خوب طولانی                 | ویکتوریا                      |                         |
| ۱۹۸۱ | اکس‌کالیبور                      | مورگانا                       |                         |
| ۱۹۸۴ | کال                             | مارسلا                        |                         |
| ۱۹۸۴ | ۲۰۱۰                            | تانیا کربوک                   |                         |
| ۱۹۸۵ | تعقیب آسمانی                    | روت شنسلر                     |                         |
| ۱۹۸۵ | از طریق                         | Frieda von Richthofen Weekley |                         |
| ۱۹۸۵ | شب‌های روشن                      | Galina Ivanova                |                         |
| ۱۹۸۶ | ساحل پشه                        | مادر فاکس                     |                         |
| ۱۹۸۸ | جزیره پاسکالی                   | لیدیا نیومن                   |                         |
| ۱۹۸۹ | وقتی وال‌ها آمدند                | Clemmie Jenkins               |                         |
| ۱۹۸۹ | آشپز، دزد، همسرش و عاشقش        | Georgina Spica                |                         |
| ۱۹۹۰ | بیثون: ساخت یک قهرمان           | فرانسیس پنی بتون              |                         |
| ۱۹۹۰ | آسایش غریبه‌ها                   | کارولاین                      |                         |
| ۱۹۹۱ | جایی که فرشتگان از آن می‌ترسند   | Lilia Herriton                |                         |
| ۱۹۹۳ | هاوک                            | انی مارش                      |                         |
| ۱۹۹۳ | شاهزاده یوتلاند                 | گروت                          |                         |
| ۱۹۹۴ | جنون شاه جرج                    | ملکه شارلوت                   |                         |
| ۱۹۹۴ | فرزندان خدا                     | راوی (صداپیشه)                |                         |
| ۱۹۹۵ | ملکه برفی                       | ملکه برفی (صداپیشه)           |                         |
| ۱۹۹۶ | فرزند مادری                     | Kathleen Quigley              | Also associate producer |
| ۱۹۹۷ | مراقبت‌های ویژه                  | استلا                         |                         |
| ۱۹۹۸ | سیدوگلیو اسمیتی                 | خودش                          |                         |
| ۱۹۹۸ | شاهزاده مصر                     | ملکه (صداپیشه)                |                         |
| ۱۹۹۹ | آموزش خانم تینگل                | خانم ایو تینگل                |                         |
| ۲۰۰۰ | انگشتان سبز                     | جورجینا وودهاوس               |                         |
| ۲۰۰۱ | قول                             | دکتر                          |                         |
| ۲۰۰۱ | چنین چیزی نیست                  | رئیس                          |                         |
| ۲۰۰۱ | تولدت مبارک                     | Distinguished woman           | Also director           |
| ۲۰۰۱ | آخرین سفارش‌ها                   | ایمی                          |                         |
| ۲۰۰۱ | گاسفورد پارک                    | خانم ویلسون                   |                         |
| ۲۰۰۳ | دختران تقویم                    | کریس هارپر                    |                         |
| ۲۰۰۴ | پاکسازی                         | ایلین هیز                     |                         |
| ۲۰۰۴ | بزرگ کردن هلن                   | دامینیک                       |                         |
| ۲۰۰۵ | راهنمای مسافران مجانی کهکشان    | فکر عمیق (صداپیشه)            |                         |
| ۲۰۰۵ | بوکسور سایه                     | رز                            |                         |
| ۲۰۰۶ | ملکه                            | ملکه الیزابت دوم              |                         |
| ۲۰۰۷ | گنجینه ملی: کتاب رمز            | امیلی اپلتون                  |                         |
| ۲۰۰۸ | اینکهارت                        | الینور لوردان                 |                         |
| ۲۰۰۹ | وضعیت فعلی                      | Cameron Lynne                 |                         |
| ۲۰۰۹ | آخرین ایستگاه                   | سوفیا تولستایا                |                         |
| ۲۰۱۰ | رنج عشق                         | گریس بونتمپو                  |                         |
| ۲۰۱۰ | طوفان                           | Prospero                      |                         |
| ۲۰۱۰ | صخره برایتون                    | ایدا                          |                         |
| ۲۰۱۰ | رد                              | ویکتوریا وینسلو               |                         |
| ۲۰۱۰ | افسانه محافظان: جغدهای گاهول    | نایرا (صداپیشه)               |                         |
| ۲۰۱۰ | بدهی                            | ریچل سینگر                    |                         |
| ۲۰۱۱ | آرتور                           | لیلیان هابسون                 |                         |
| ۲۰۱۲ | در                              | Emerenc                       |                         |
| ۲۰۱۲ | هیچکاک                          | آلما رویل                     |                         |
| ۲۰۱۳ | دانشگاه هیولاها                 | صداپیشه دین هاردسبربل         |                         |
| ۲۰۱۳ | رد ۲                            | ویکتوریا وینسلو               |                         |
| ۲۰۱۴ | صد قدم راه                      | خانم ملوری                    |                         |
| ۲۰۱۵ | زن طلایی‌پوش                     | ماریا آلتمن                   |                         |
| ۲۰۱۵ | وحدت                            | راوی (صداپیشه)                |                         |
| ۲۰۱۵ | نگاه آسمانی                     | کلنل کاترین پاول              |                         |
| ۲۰۱۵ | ترامبو                          | هدا هاپر                      |                         |
| ۲۰۱۶ | زیبایی موازی                    | بریجیت                        |                         |
| ۲۰۱۷ | فریادهایی از سوریه              | راوی (صداپیشه)                |                         |
| ۲۰۱۷ | سرنوشت خشمگین                   | مگدلین شاو                    | بدون ذکر                |
| ۲۰۱۷ | جستجوگر اوقات فراغت             | الا اسپنسر                    |                         |
| ۲۰۱۸ | وینچستر                         | سارا وینچستر                  |                         |
| ۲۰۱۸ | فندق‌شکن و چهار قلمرو            | Mother Ginger                 |                         |
| ۲۰۱۹ | برلین، دوستت دارم               | مارگارت                       |                         |
| ۲۰۱۹ | آنا                             | الگا                          |                         |
| ۲۰۱۹ | هابز و شاو                      | مگدلین «کویینی» شاو           |                         |
| ۲۰۱۹ | دروغگوی خوب                     | بتی مک لیش                    | پس از تولید             |
| ۲۰۲۰ | ایوان منحصربه‌فرد                | (صداپیشه)                     | پس از تولید             |
| ۲۰۲۰ | دوک                             |                               |                         |
| ۲۰۲۱ | اف۹                             |                               |                         |
| ۲۰۲۲ | پرنده سفید: یک داستان شگفت‌انگیز |                               |                         |
| ۲۰۲۲ | شزم! خشم خدایان                 | هسپریدس                       |                         |
| ۲۰۲۲ | گلدا                            | گلدا مئیر                     |                         |
| ۲۰۲۳ | فست اکس                         |                               |                         |

### تلویزیون
| سال         | عنوان                                        | نقش                   | یادداشت                          |
| ----------- | -------------------------------------------- | --------------------- | -------------------------------- |
| ۱۹۷۵        | سزار و کلئوپاترا                             | کلارتا پتاچی          | فیلم تلویزیونی                   |
| ۱۹۷۷        | همسر کشور                                    | مارجری پینچوایف       | نمایش ماه بی‌بی‌سی                 |
| ۱۹۷۸        | تلویزیون بی‌بی‌سی شکسپیر: آن طور که دوست دارید | رزالیند               | شکسپیر تلویزیون بی‌بی‌سی           |
| ۱۹۷۹        | خانه بازی ITV                                | جوآن                  | قسمت: "The Quiz Kid"             |
| ۱۹۷۹        | پیام اضطراری تایتانیک                        | مری اسلون             | فیلم تلویزیونی                   |
| ۱۹۸۲        | تلویزیون بی‌بی‌سی شکسپیر: سیم بلین             | Imogen                | شکسپیر تلویزیون بی‌بی‌سی           |
| ۱۹۸۵        | منطقه گرگ و میش                              | مدی دانکن             | قسمت: "کفش‌های زن مرده"           |
| ۱۹۸۷        | تئاتر داستان جهان پریان                      | شاهزاده املیا         | قسمت: پری دریایی کوچک"           |
| ۱۹۸۹        | پادشاه سرخ، شوالیه سفید                      | آنا                   | فیلم تلویزیونی                   |
| ۱۹۹۱–۲۰۰۶   | مظنون نخست                                   | جین تنیسان            | ۱۵ قسمت                          |
| ۱۹۹۶        | از دست‌دادن چیس                               | چیس فیلیپس            | فیلم تلویزیونی                   |
| ۱۹۹۷        | بانوی نقاشی شده                              | مگی شرایدن            | مینی‌سریال                        |
| ۱۹۹۸        | تریسی شروع می‌کند…                            | پروفسور هورن          | قسمت: "فرهنگ"                    |
| ۱۹۹۹        | مصائب آین رند                                | این رند               | فیلم تلویزیونی                   |
| ۲۰۰۲        | درب به درب                                   | خانم پورتر            | فیلم تلویزیونی                   |
| ۲۰۰۲        | جورج تاون                                    | آنابل گریسون          | فیلم تلویزیونی                   |
| ۲۰۰۳        | بهار رومی خانم استون                         | کرن استون             | فیلم تلویزیونی                   |
| ۲۰۰۵        | دیدبان سوم                                   | انی فاستر             | قسمت: "مکاشفات"                  |
| ۲۰۰۵        | الیزابت اول                                  | ملکه الیزابت اول      | مینی‌سریال                        |
| ۲۰۱۰        | پخش زنده شنبه شب                             | خودش                  | قسمت: "برایان کرنستون/کانیه وست" |
| ۲۰۱۱        | پخش زنده شنبه شب                             | خودش (میزبان)         | قسمت: "هلن میرن/فو فایترز"       |
| ۲۰۱۲        | گلی                                          | Becky's Inner صداپیشه | ۲ قسمت؛ بدون ذکر                 |
| ۲۰۱۳        | فیل اسپکتور                                  | لیندا کنی بدن         | فیلم تلویزیونی                   |
| ۲۰۱۵–تاکنون | مستند اکنون!                                 | خودش (میزبان)         | ۲۰ قسمت                          |
| ۲۰۱۷        | یادآور جنگ جهانی اول: پساندل                 | خودش (میزبان)         | مینی‌سریال                        |
| ۲۰۱۹        | کاترین کبیر                                  | کاترین کبیر           | مینی‌سریال                        |

## جایزه‌ها
- جایزه بهترین بازیگر زن جشنواره فیلم کن ۱۹۸۴ برای فیلم کال(Cal)
- جایزه بهترین بازیگر جشنواره فیلم کن ۱۹۹۵ برای فیلم جنون شاه جورج
- جایزه بهترین بازیگر زن ۶۳ امین جشنواره فیلم ونیز ۲۰۰۶ برای ملکه (فیلم ۲۰۰۶)
- جایزه امی بهترین بازیگر زن سریال تلویزیونی ۲۰۰۶ برای الیزابت اول
- جایزه گلدن گلوب بهترین بازیگر زن ۲۰۰۷ برای فیلم ملکه
- جایزه بهترین بازیگر زن اسکار ۲۰۰۷ برای فیلم ملکه
- جایزه امی بهترین بازیگر زن سریال تلویزیونی ۲۰۰۷ برای مظنون شماره یک
- جایزه بهترین هنرپیشه زن جوایز فیلم اروپا ۲۰۰۷ برای فیلم ملکه
- کاندیدای بفتای بهترین بازیگر نقش اول زن برای فیلم جنون شاه جرج در سال ۱۹۹۵
- کاندیدای بفتای بهترین بازیگر مکمل زن بری فیلم گاسفورد پارک در سال ۲۰۰۱